# Черепановський район
Черепановський район — муніципальне утворення в Новосибірській області Росії.
Адміністративний центр — місто Черепаново.

## Географія
Район розташований на південному сході Новосибірської області. Межує з Сузунським, Іскітимським та Маслянинським районами Новосибірської області, а також Алтайським краєм. Територія району за даними на 2008 рік — 290,8 тис. г, у тому числі сільгоспугіддя — 170,7 тис. га (58,7% всієї площі) .

## Історія
Район утворений в 1925 році в складі Новосибірського округу Сибірського краю, з 1930 року в складі Західно-Сибірського краю.
1 жовтня 1933 був скасований Бердський район, до Черепановського району перейшли сільради Бердського району: Атамановська, Бородавкинська, Бурмістровська, Гуселетовська, Зав'яловська, Іскітимська, Мільтюшинська, Сосновська, Тулинська і Ульбінська повністю, а також селище Шипуново, того ж Бердського району, зі включенням зазначеного селища до складу Іскітимської сільради 
У 1937 район був включений до складу новоутвореної Новосибірської області.

## Населення
| 2002    | 2009    | 2010    | 2011    | 2012    | 2013    | 2014    |
| ------- | ------- | ------- | ------- | ------- | ------- | ------- |
| 50 959  | ↘50 695 | ↘50 512 | ↘47 832 | ↘47 720 | ↘47 646 | ↗47 744 |
| 2015    | 2016    | 2017    | 2018    | 2019    |         |         |
| ↘47 694 | ↗47 710 | ↘47 574 | ↘47 551 | ↘47 120 |         |         |